# Bons Baisers de Saint-Pétersbourg
Pour plus de détails, voir Fiche technique et Distribution.
Bons Baisers de Saint-Pétersbourg (russe : Петербург. Только по любви, Peterbourg. Tolko po lioubvi) est une comédie dramatique russe à sketches sortie en 2016. Les sept sketches sont réalisés par sept réalisatrices : Renata Litvinova, Anna Parmas, Oksana Bytchkova, Aksineïa Gog, Natalia Koudriachova (ru), Natalia Nazarova (ru) et Avdotia Smirnova.
Le film est présenté en avant-première au Kinotavr 2016. En France, il est projeté à la Semaine du cinéma russe à Paris en novembre 2016.

## Épisodes
Le film est composé de sept histoires indépendantes les unes des autres, chacune avec ses propres acteurs, réalisatrices, scénaristes et chef opérateurs. Seuls trois thèmes sont communs à toutes les histoires : l'amour, Saint-Pétersbourg et l'amour pour Saint-Pétersbourg.
1. Sny Iossifa (Сны Иосифа, litt. « Les Rêves de Joseph ») de Renata Litvinova
2. Devotchki (Девочки, litt. « Les Filles ») d'Anna Parmas
3. Outro (Утро, litt. « Le Matin ») d'Oksana Bytchkova
4. Selfi (Селфи, litt. « Selfie ») d'Aksineïa Gog
5. Anitchkov most (Аничков мост, litt. « Le pont Anichkov ») de Natalia Koudriachova (ru)
6. Prosto kontsert (Просто концерт, litt. « Juste un concert ») de Natalia Nazarova (ru)
7. Vygoul sobak (Выгул собак, litt. « La Promenade des chiens »), d'Avdotia Smirnova

## Fiche technique
- Titre français : Bons Baisers de Saint-Pétersbourg[1],[2]
- Titre original : Петербург. Только по любви, Peterbourg. Tolko po lioubvi[3],[4]
- Réalisation : Renata Litvinova, Anna Parmas, Oksana Bytchkova, Aksineïa Gog, Natalia Koudriachova (ru), Natalia Nazarova (ru) et Avdotia Smirnova
- Scénario : Oksana Bytchkova, Aksinia Gog, Natalia Koudriachova (ru), Renata Litvinova, Natalia Nazarova (ru), Anna Parmas, Valentina Prigodina, Rafat Samigoulline et Avdotia Smirnova
- Photographie : Ksenia Sereda, Kirill Bobrov, Alicher Khamidkhodjaïev, Maksim Ossadtchiï, Èdouard Mochkovitch
- Musique : Igor Vdovine (ru)
- Décors : Nadejda Vassilieva
- Production : Natalia Drozd, Edouard Pitchouguine, Sergueï Selianov, Natalia Smirnova
- Production : Lenfilm, CTB
- Pays de production :  Russie
- Langue originale : russe
- Format : couleurs
- Durée : 111 minutes
- Genre : comédie dramatique à sketches
- Dates de sortie : 
  - Russie : 6 juin 2016 (Kinotavr 2016) ; 22 septembre 2016 (sortie nationale)
  - France : 13 novembre 2016 (Semaine du cinéma russe à Paris)

## Distribution

### Sny Iossifa
- Sofia Ernst : Inna
- Iana Sekste (ru) : Liouba
- Ouliana Dobrovskaïa
- Renata Litvinova : Margarita
- Vassili Gortchakov (ru) : Vassiliï
- Lioubov Injinevskaïa : l'actrice
- Marie-Louise Bondi-Bischofberger : Marie-Louise
- Maksim Vitorgan (ru) : l'acteur qui joue Dovlatov

### Devotchki
- Svetlana Kamynina (ru) : Tania
- Nadejda Markina : la mère de Tania
- Fiodor Lavrov (ru) : Lebedev, le médecin
- Albina Tikhanova : le costumier
- Irina Sokolova (ru)

### Outro
- Nadejda Loumpova : Polina
- Alexandre Pal : Sacha Bratov

### Selfi
- Anastassia Pronina : Margo
- Nikita Smolianinov : Sacha
- Èrik Kenia : Zaza

### Anitchkov most
- Polina Koutepova (ru) : Marina
- Djerald Oguér

### Prosto kontsert
- Anna Oukolova (ru) : Olia
- Macha Ourossova : la fille d'Olia

### Vygoul sobak
- Anna Mikhalkova : Vera
- Guennadi Smirnov (ru) : Andreï
- Mikhaïl Boïarski : le sorcier
- Sergueï Oumanov : Serguéï